# Bee Gees Run To Me (EP2)

## Közreműködők
- Barry Gibb – ének, gitár
- Maurice Gibb – ének,  gitár, zongora, orgona, basszusgitár
- Robin Gibb – ének
- Alan Kendall – gitár
- Geoff Bridgeford – dob
- stúdiózenekar Bill Shepherd vezényletével

Saved By The Bell: 
- Robin Gibb – ének, gitár, orgona, dobgép
- Maurice Gibb – basszusgitár, zongora
- stúdiózenekar Kenny Clayton vezényletével

## A lemez dalai
- Run To Me (Barry, Robin és Maurice Gibb)  (1972), stereo  3:05, ének: Barry Gibb, Robin Gibb
- Road To Alaska  (Maurice Gibb) (1971), mono 3:00, ének: Maurice Gibb
- Don’t Wanna Live Inside Myself (Barry Gibb) (1971), stereo 5:24, ének: Barry Gibb
- Saved By The Bell  (Robin Gibb)  (1969), stereo 3:20, ének: Robin Gibb

## Top 10 helyezés
- How Can You Mend a Broken Heart : #1.: Amerika, Kanada,  #2.: Chile,  #3.: Ausztrália,  #6.: Új-Zéland,  #7.: Dél-afrikai Köztársaság
- Run To Me:  Ausztrália, Dél-afrikai Köztársaság:  #3., Olaszország, Új-Zéland:  #5., Kanada:  #6., Írország:  #7., Spanyolország:  #8., Egyesült Királyság:  #9.